# Congédiement déguisé
En droit du travail au Québec et au Canada, un congédiement déguisé se produit lorsqu'un employeur décide unilatéralement de modifier de façon substantielle les conditions essentielles du contrat de travail de son employé et que celui-ci n'accepte pas ces modifications et quitte son emploi. Quatre critères sont appliqués pour caractériser un congédiement déguisé:
1. une décision unilatérale de l'employeur
2. une modification substantielle des conditions essentielles du contrat de travail  de l’employé
3. le refus, par l’employé, des modifications ainsi apportées
4. le départ de l’employé.

La modification substantielle des conditions essentielles du contrat de travail  de l’employé peut concerner la prestation du travail convenue, la rémunération, le délai de congé.
Les arrêts Potter c. Commission des services d’aide juridique du Nouveau‑Brunswick et Farber c. Cie Trust Royal  sont des décisions importantes de la Cour suprême du Canada en matière de congédiement déguisé, lequel donne recours à une demande en dommages-intérêts. 